# Bibio wuxianus
Bibio wuxianus är en tvåvingeart som beskrevs av Yang 1997. Bibio wuxianus ingår i släktet Bibio och familjen hårmyggor. Inga underarter finns listade i Catalogue of Life.